# Scotonycteris bergmansi
Scotonycteris bergmansi är en fladdermus i familjen flyghundar som förekommer i Centralafrika. Tillhörande populationer infogades tidigare i Scotonycteris zenkeri.

## Utseende
Individerna blir 65 till 85 mm långa (huvud och bål), saknar svans och väger 16 till 24 g. Bakfötterna är 11 till 14 mm långa och öronen är 12 till 17 mm stora. Kännetecknande är vita mönster på kinden och på nosen mellan ögonen. Arten har stora öron med mörkbrun regnbågshinna och öron med avrundade spetsar. Hårtofsar på hannens axel saknas. Ovansidan är täckt av rödbrun till mörkbrun päls. Borstiga hår vid halsen bildar en krage och undersidans korta päls är ljus. Flyghudens färg varierar mellan ljusbrun och olivgrå. Typiskt är korta böjda övre framtänder.

## Utbredning
Utbredningsområdet ligger i Centralafrikanska republiken, i Gabon, i Ekvatorialguinea, i Kongo-Brazzaville och i Kongo Kinshasa. Individerna lever främst i ursprungliga regnskogar i låglandet och i låga bergstrakter. En typisk växt i regionen är Haumania liebrechtsiana.

## Ekologi
Honor stannar vanligen vid platsen där de föddes och hannar kan utföra vandringar. Antagligen saknar honor förmåga att flyga över stora vattendrag. Födan utgörs av olika frukter beroende på utbudet. En dräktig hona hittades i juni.

## Hot
Inget är känt angående populationens storlek och möjliga hot. Utbredningsområdet är stort. IUCN listar arten som livskraftig (LC).